# Большие Белыничи
Большие Белыничи — деревня в городе областного подчинения Зарайск с административной территорией (до 2017 года — в Зарайском районе) Московской области России. С точки зрения муниципального устройства входит в муниципальное образование городской округ Зарайск

## География
Большие Белыничи расположены в 14 км на юг от Зарайска, недалеко от границы с Рязанской областью, на правом берегу реки Осётр, высота центра деревни над уровнем моря — 165 м.
В Больших Белыничах на 2016 год 5 улиц, деревня связана автобусным сообщением с райцентром и соседними населёнными пунктами.

## История
Большие Белыничи впервые в исторических документах, как Белыничи-Татариново, упоминаются 1 декабря 1506 года. В 1790 году в селе числилось 119 дворов и 807 жителей, в 1858 году — 130 дворов, 472 жителя, в 1884 году — 220 дворов и 1564 жителя, в 1906 году — 188 дворов и 1246 жителей. В 1903 году была открыта библиотека-читальня. В 1930 году был образован колхоз «Труженик», с 1961 года — в составе совхоза «Авдеевский».

### Административно-территориальная принадлежность
До 1968 года — центр Больше-Белынического сельсовета. До 29 ноября 2006 года входила в состав Авдеевского сельского округа).
До 2017 года в составе муниципального образования сельское поселение Каринское.

## Население
| 2002 | 2006 | 2010 |
| ---- | ---- | ---- |
| 170  | ↘15  | ↗192 |

## Известные уроженцы, жители
- Панфёров, Сергей Иванович (1922 — ?) — Герой Советского Союза, лишён звания.

## Достопримечательности
Во второй половине XVI века в Белыничах была сооружена деревянная Богородице-Рождественская церковь, которая сгорела в 1863 году. На её месте в 1876 году построена каменная церковь того же посвящения в русском стиле. Была закрыта в 1930-х годах, сильно перестроена, отдана в руинированном состоянии верующим в 1999 году, действует, памятник архитектуры местного значения. Также, с XIX века до середины XX века, в деревне существовала сельская часовня.

## Инфраструктура
Личное подсобное хозяйство с зоной сельскохозяйственного использования, индивидуальная застройка усадебного типа.
Основа экономики — сельское хозяйство.
Больше-Белыничевская сельская библиотека

## Транспорт
Остановка общественного транспорта «Большие Белыничи» расположена на улице Центральная.